# Автомобильный дилер

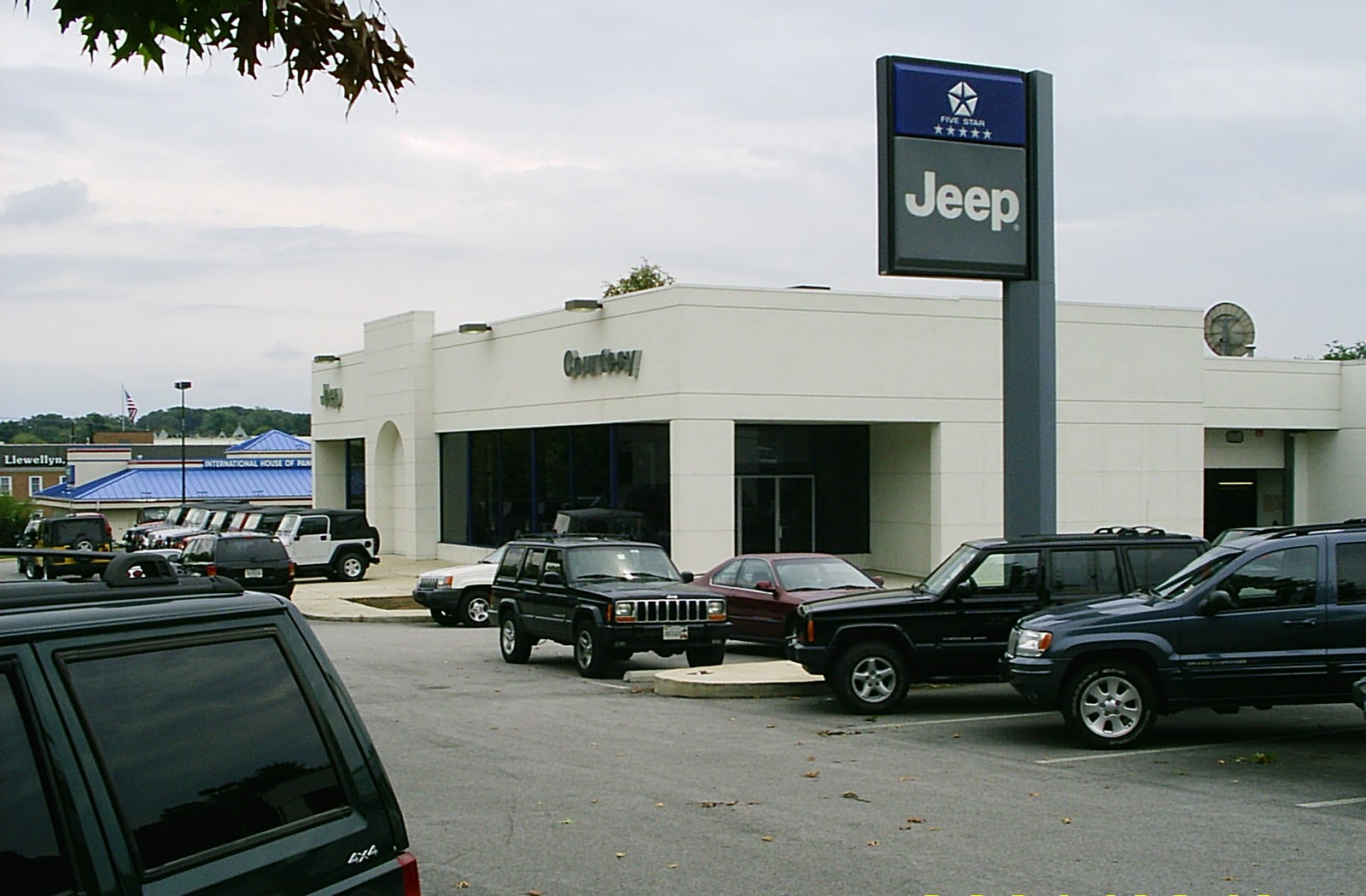
Дилерский центр компании Jeep, Роквилл (Мэриленд)

Автомобильный дилер — компания, представляющая автомобильный бренд (торговую марку) в одной или нескольких географических точках, имеющая обученный персонал, финансовые ресурсы, а также торговые, производственные и складские площадки, оборудованные в соответствии с требованиями дилерских стандартов, для розничной или оптовой (корпоративной) продажи, предпродажного и послепродажного сервисного обслуживания автомобилей.

## Деятельность
Отношения между производителем автомобилей и дилером выстраиваются напрямую или через компанию – автомобильного дистрибьютора, который формирует и управляет дилерской сетью, осуществляет автомобильную дилерскую логистику, планирование производственного заказа на выпуск автомобилей, посредством официального дилерского договора. 
В дилерском договоре чётко прописываются все процессы, необходимые для осуществления деятельности дилера. 
Дилер осуществляет продажу через автомобильный дилерский центр. Автомобильный дилерский центр состоит из здания или комплекса зданий, построенных по специальному проекту, учитывающему все стандарты и правила, применяемые к соответствующему автомобильному бренду. Как правило, дилерские центры строятся вдоль оживлённых улиц или на перекрестках. Часто в архитектуре дилерских центров применяются новаторские решения, характерные для конкретного автомобильного бренда (торговой марки), позволяющие повысить узнаваемость.

## Структура
Дилерские центры бывают 
полнофункциональные - 3S (продажа автомобилей (sale), сервис (service), запчасти (spare parts)) и 
сервисные 2S (сервис (service), запчасти (spare parts))  без права продажи автомобилей. 
Центральное место в дилерском центре занимает демонстрационный зал (showroom), где выставляются все модели бренда (торговой марки), которую представляет дилер. 
Отдельное место в демонстрационном зале занимает т. н. фокус-кар, в основном - это новинки. 
Демонстрационный зал оборудуется всем необходимым для удобства клиентов: кафе-баром, детским уголком, мягкой мебелью для ожидания автомобилей из ремонта, туалетами и бесплатным Wi-Fi.

## Основные функции дилерского центра
- осуществляет продажу новых автомобилей, обмен подержанных и приём старых автомобилей на утилизацию;
- совместно с дистрибьютором формирует производственную программу завода-производителя посредством производственного заказа на выпуск автомобилей. Формированием заказа на выпуск автомобилей с учётом предпочтений и вкусов клиентов в дилерском центре занимается диспонент;
- осуществляет предпродажную подготовку автомобиля и его послепродажное и гарантийное обслуживание — прохождение во время гарантийного периода планового технического обслуживания (замена эксплуатационных материалов, техническая диагностика, гарантийный ремонт и так далее);
- осуществляет продажу специальных банковских продуктов по кредитованию и страхованию проданных автомобилей;
- осуществляет продажу оригинальных (фирменных) запасных частей. Для этого на территории демонстрационного зала оборудуется специальное рабочее место специалиста по запасным частям для подбора и заказа нужной детали по каталогу или выдачи со склада дилерского центра.

## История
Первый автомобильный дилер появился 7 июня 1897 года в Детройте, США. Уильям Метцгер (en:William E. Metzger), ранее торговавший велосипедами, после посещения Лондонского автошоу, был впечатлён перспективами автомобилестроения, и по возвращении домой открыл автосалон по продаже электромобилей, паровых и бензиновых автомобилей.
Джо Джирард — менеджер по продажам из Merollis Chevrolet в городе Истпоинт (штат Мичиган) был признан Книгой рекордов Гиннесса самым успешным продавцом автомобилей: в период с 1963 по 1978 год продал не менее 13 тыс. автомашин от дилера «Chevrolet», мировой рекорд был установлен в 1973 году, за тот год он смог продать 1425 автомобилей.